# Уругвай на летних Олимпийских играх 1972
Уругвай принимал участие в Летних Олимпийских играх 1972 года в Мюнхене (ФРГ) в одиннадцатый раз за свою историю, но не завоевал ни одной медали. Всего на игры приехало 13 атлетов — 10 мужчин и три женщины. Они участвовали в соревнованиях по 5 видам спорта. В их числе: гребля, бокс, велоспорт, плавание и легкая атлетика. Младшему атлету сборной было 13 лет, а старшему — 29. Уругвайские спортсмены показали скромные результаты — например, в командной велогонке были двадцать седьмыми, в мужском метании молота 17, а в большинстве дисциплин по плаванию занимали либо последние, либо предпоследние места в заплывах. Боксер Хорхе Акулья занял 32 место в категории до 51 кг.

## Захват заложников террористами
Во время игр палестинские террористы взяли в заложники спортсменов из Израиля. Уругвайская сборная жила в том же месте, где и произошел инцидент.